# Illoud
Illoud és un municipi francès situat al departament de l'Alt Marne i a la regió del Gran Est. L'any 2007 tenia 292 habitants.

## Demografia

### Població
El 2007 la població de fet d'Illoud era de 292 persones. Hi havia 114 famílies de les quals 23 eren unipersonals (18 homes vivint sols i 5 dones vivint soles), 50 parelles sense fills i 41 parelles amb fills.
La població ha evolucionat segons el següent gràfic:
Habitants censats

### Habitatges
El 2007 hi havia 146 habitatges, 119 eren l'habitatge principal de la família, 10 eren segones residències i 17 estaven desocupats. 109 eren cases i 37 eren apartaments. Dels 119 habitatges principals, 91 estaven ocupats pels seus propietaris i 28 estaven llogats i ocupats pels llogaters; 16 tenien tres cambres, 26 en tenien quatre i 77 en tenien cinc o més. 95 habitatges disposaven pel capbaix d'una plaça de pàrquing. A 42 habitatges hi havia un automòbil i a 69 n'hi havia dos o més.

### Piràmide de població
La piràmide de població per edats i sexe el 2009 era:
| Homes | Edats   | Dones |
| ----- | ------- | ----- |
| 0     | 95 o +  | 0     |
| 0     | 90 a 94 | 0     |
| 0     | 85 a 89 | 4     |
| 0     | 80 a 84 | 0     |
| 4     | 75 a 79 | 4     |
| 4     | 70 a 74 | 8     |
| 8     | 65 a 69 | 4     |
| 4     | 60 a 64 | 8     |
| 12    | 55 a 59 | 8     |
| 16    | 50 a 54 | 8     |
| 4     | 45 a 49 | 20    |
| 4     | 40 a 44 | 8     |
| 16    | 35 a 39 | 16    |
| 8     | 30 a 34 | 8     |
| 20    | 25 a 29 | 16    |
| 12    | 20 a 24 | 8     |
| 12    | 15 a 19 | 8     |
| 24    | 10 a 14 | 12    |
| 12    | 5 a 9   | 4     |
| 8     | 0 a 4   | 20    |

## Economia
El 2007 la població en edat de treballar era de 186 persones, 129 eren actives i 57 eren inactives. De les 129 persones actives 122 estaven ocupades (61 homes i 61 dones) i 7 estaven aturades (5 homes i 2 dones). De les 57 persones inactives 18 estaven jubilades, 15 estaven estudiant i 24 estaven classificades com a «altres inactius».

### Ingressos
El 2009 a Illoud hi havia 107 unitats fiscals que integraven 262 persones, la mediana anual d'ingressos fiscals per persona era de 17.347 €.

### Activitats econòmiques
Dels 4 establiments que hi havia el 2007, 1 era d'una empresa alimentària, 1 d'una empresa d'hostatgeria i restauració i 2 d'entitats de l'administració pública.
L'únic servei als particulars que hi havia el 2009 era un restaurant.
L'any 2000 a Illoud hi havia 5 explotacions agrícoles.

## Equipaments sanitaris i escolars
El 2009 hi havia una escola elemental.

## Poblacions més properes
El següent diagrama mostra les poblacions més properes.